# Bandera de Fuente el Saúz
La bandera de Fuente el Saúz es uno de los símbolos que representan al municipio de Fuente el Saúz, municipio de la provincia de Ávila, comunidad autónoma de Castilla y León, en España.

## Descripción
La bandera de Fuente el Saúz fue oficializada en el 1 de julio de 2003, y su descripción es la siguiente:

«Bandera de dimensiones 2:3,tercia al asta. Al batiente, sobre paño blanco o planta, el escudo municipal en sus esmaltes o colores; terciada al asta, de verde o sinople, muralla almenada de amarillo u oro, encajada al asta.»
Boletín Oficial de Castilla y León nº 136